# Eperua
Eperua là một chi thực vật có hoa trong họ Đậu.